# Stanley Cup playoff 1977
I playoff della Stanley Cup 1977 del campionato NHL 1976-1977 hanno avuto inizio il 5 aprile 1977. Le dodici squadre qualificate per i playoff, le migliori della lega al termine della stagione regolare, hanno giocato una serie di partite al meglio delle tre gare nel turno preliminare, seguiti da due turni al meglio delle sette per i quarti di finale e le semifinali. Le due formazioni rimaste hanno disputato una serie di partite al meglio delle sette per la conquista della Stanley Cup.
Fino ai playoff del 1977 fu garantito l'accesso ai playoff alle prime tre formazioni di ciascuna division a prescindere dal numero di punti ottenuti in stagione regolare, permettendo l'accesso diretto ai quarti alle squadre vincitrici delle quattro divisioni. I New York Islanders furono gli unici provenienti dal turno preliminare a raggiungere le semifinali dove furono sconfitti per 4-2 dai Montreal Canadiens. Quelle contro gli Islanders furono le uniche due sconfitte dei Canadiens nel corso dei playoff, conclusi con la vittoria del ventesimo titolo.

## Squadre partecipanti

### Formazioni
1. Montreal Canadiens - vincitori della Patrick Division e della stagione regolare nella Prince of Wales Conference, 132 punti
2. Philadelphia Flyers - vincitori della Patrick Division e della stagione regolare nella Clarence S. Campbell Conference, 112 punti
3. Boston Bruins - vincitori della Adams Division, 106 punti
4. New York Islanders - 106 punti
5. Buffalo Sabres - 104 punti
6. Los Angeles Kings - 83 punti
7. Pittsburgh Penguins - 81 punti
8. Toronto Maple Leafs - 81 punti
9. Atlanta Flames - 80 punti
10. St. Louis Blues - vincitori della Smythe Division, 73 punti
11. Minnesota North Stars - 64 punti
12. Chicago Blackhawks - 63 punti

### Tabellone
Nel turno preliminare le formazioni che non hanno vinto le rispettive division si affrontano al meglio delle tre gare per accedere ai quarti di finale. Le quattro formazioni qualificate affrontano nei quarti di finale le vincitrici delle division in una serie al meglio delle sette sfide seguendo il formato 2-2-1-1-1. Al termine del primo e del secondo turno gli accoppiamenti sono ristabiliti in base alla posizione ottenuta in stagione regolare, con la squadra migliore accoppiata con quella peggiore. Anche nei turni successivi si gioca al meglio delle sette sfide con il formato 2-2-1-1-1: la squadra migliore in stagione regolare avrebbe disputato in casa Gara-1 e 2, (se necessario anche Gara-5 e 7), mentre quella posizionata peggio avrebbe giocato nel proprio palazzetto Gara-3 e 4 (se necessario anche Gara-6).
|  | Turno preliminare | Turno preliminare     | Turno preliminare   |                     |                    | Quarti di finale   | Quarti di finale | Quarti di finale   |   |   | Semifinali          | Semifinali | Semifinali |  |   | Finale Stanley Cup | Finale Stanley Cup | Finale Stanley Cup |
|  |                   |                       |                     |                     |                    |                    |                  |                    |   |   |                     |            |            |  |   |                    |                    |                    |
|  |                   |                       |                     |                     |                    |                    |                  |                    |   |   |                     |            |            |  |   |                    |                    |                    |
|  |                   | 1                     | Montreal Canadiens  | 4                   |                    |                    |                  |                    |   |   |                     |            |            |  |   |                    |                    |                    |
|  |                   |                       |                     | 4                   |                    |                    |                  |                    |   |   |                     |            |            |  |   |                    |                    |                    |
|  |                   |                       | 10                  | St. Louis Blues     | 0                  |                    |                  |                    |   |   |                     |            |            |  |   |                    |                    |                    |
|  |                   |                       | 10                  | St. Louis Blues     | 0                  |                    |                  |                    |   |   |                     |            |            |  |   |                    |                    |                    |
|  |                   |                       |                     |                     |                    |                    |                  |                    |   |   |                     |            |            |  |   |                    |                    |                    |
|  |                   |                       |                     |                     |                    |                    |                  |                    |   |   |                     |            |            |  |   |                    |                    |                    |
|  |                   |                       |                     |                     |                    |                    | 1                | Montreal Canadiens | 4 |   |                     |            |            |  |   |                    |                    |                    |
|  |                   |                       |                     |                     |                    |                    |                  |                    | 4 |   |                     |            |            |  |   |                    |                    |                    |
|  |                   | 4                     | New York Islanders  | 2                   |                    |                    |                  |                    |   |   |                     |            |            |  |   |                    |                    |                    |
|  | 4                 | 4                     | New York Islanders  | 2                   | New York Islanders | 2                  |                  |                    |   |   |                     |            |            |  |   |                    |                    |                    |
|  | 4                 |                       |                     |                     | New York Islanders | 2                  |                  |                    |   |   |                     |            |            |  |   |                    |                    |                    |
|  | 12                | Chicago Blackhawks    | 0                   |                     |                    |                    |                  |                    |   |   |                     |            |            |  |   |                    |                    |                    |
|  | 12                | Chicago Blackhawks    | 0                   |                     | 4                  | New York Islanders | 4                |                    |   |   |                     |            |            |  |   |                    |                    |                    |
|  |                   |                       |                     |                     | 4                  | New York Islanders | 4                |                    |   |   |                     |            |            |  |   |                    |                    |                    |
|  |                   |                       | 5                   | Buffalo Sabres      | 0                  |                    |                  |                    |   |   |                     |            |            |  |   |                    |                    |                    |
|  | 5                 | Buffalo Sabres        | 5                   | Buffalo Sabres      | 0                  | 2                  |                  |                    |   |   |                     |            |            |  |   |                    |                    |                    |
|  | 5                 | Buffalo Sabres        |                     |                     |                    | 2                  |                  |                    |   |   |                     |            |            |  |   |                    |                    |                    |
|  | 11                | Minnesota North Stars | 0                   |                     |                    |                    |                  |                    |   |   |                     |            |            |  |   |                    |                    |                    |
|  | 11                | Minnesota North Stars | 0                   |                     |                    |                    |                  |                    |   |   |                     |            |            |  | 1 | Montreal Canadiens | 4                  |                    |
|  |                   |                       |                     |                     |                    |                    |                  |                    |   |   |                     |            |            |  | 1 | Montreal Canadiens | 4                  |                    |
|  |                   | 3                     | Boston Bruins       | 0                   |                    |                    |                  |                    |   |   |                     |            |            |  |   |                    |                    |                    |
|  |                   | 3                     | Boston Bruins       | 0                   |                    |                    |                  |                    |   |   |                     |            |            |  |   |                    |                    |                    |
|  |                   |                       |                     |                     |                    |                    |                  |                    |   |   |                     |            |            |  |   |                    |                    |                    |
|  |                   |                       |                     |                     |                    |                    |                  |                    |   |   |                     |            |            |  |   |                    |                    |                    |
|  |                   | 2                     | Philadelphia Flyers | 4                   |                    |                    |                  |                    |   |   |                     |            |            |  |   |                    |                    |                    |
|  |                   |                       |                     | 4                   |                    |                    |                  |                    |   |   |                     |            |            |  |   |                    |                    |                    |
|  |                   |                       | 8                   | Toronto Maple Leafs | 2                  |                    |                  |                    |   |   |                     |            |            |  |   |                    |                    |                    |
|  | 7                 | Pittsburgh Penguins   | 8                   | Toronto Maple Leafs | 2                  | 1                  |                  |                    |   |   |                     |            |            |  |   |                    |                    |                    |
|  | 7                 | Pittsburgh Penguins   |                     |                     |                    | 1                  |                  |                    |   |   |                     |            |            |  |   |                    |                    |                    |
|  | 8                 | Toronto Maple Leafs   | 2                   |                     |                    |                    |                  |                    |   |   |                     |            |            |  |   |                    |                    |                    |
|  | 8                 | Toronto Maple Leafs   | 2                   |                     |                    |                    |                  |                    |   | 2 | Philadelphia Flyers | 0          |            |  |   |                    |                    |                    |
|  |                   |                       |                     |                     |                    |                    |                  |                    |   | 2 | Philadelphia Flyers | 0          |            |  |   |                    |                    |                    |
|  |                   | 3                     | Boston Bruins       | 4                   |                    |                    |                  |                    |   |   |                     |            |            |  |   |                    |                    |                    |
|  |                   | 3                     | Boston Bruins       | 4                   |                    |                    |                  |                    |   |   |                     |            |            |  |   |                    |                    |                    |
|  |                   |                       |                     |                     |                    |                    |                  |                    |   |   |                     |            |            |  |   |                    |                    |                    |
|  |                   |                       |                     |                     |                    |                    |                  |                    |   |   |                     |            |            |  |   |                    |                    |                    |
|  |                   | 3                     | Boston Bruins       | 4                   |                    |                    |                  |                    |   |   |                     |            |            |  |   |                    |                    |                    |
|  |                   |                       |                     | 4                   |                    |                    |                  |                    |   |   |                     |            |            |  |   |                    |                    |                    |
|  |                   |                       | 6                   | Los Angeles Kings   | 2                  |                    |                  |                    |   |   |                     |            |            |  |   |                    |                    |                    |
|  | 6                 | Los Angeles Kings     | 6                   | Los Angeles Kings   | 2                  | 2                  |                  |                    |   |   |                     |            |            |  |   |                    |                    |                    |
|  | 6                 | Los Angeles Kings     |                     |                     |                    | 2                  |                  |                    |   |   |                     |            |            |  |   |                    |                    |                    |
|  | 9                 | Atlanta Flames        | 1                   |                     |                    |                    |                  |                    |   |   |                     |            |            |  |   |                    |                    |                    |

## Turno preliminare

### NY Islanders - Chicago
| Uniondale 5 aprile 1977 | Chicago Blackhawks | 2 – 5 (1-0; 1-1; 0-4) referto | New York Islanders | Nassau Coliseum (15.317 spett.) |

| Uniondale 7 aprile 1977 | Chicago Blackhawks | 1 – 2 (1-1; 0-1; 0-0) referto | New York Islanders | Nassau Coliseum (15.317 spett.) |

### Buffalo - Minnesota
| Buffalo 5 aprile 1977 | Minnesota North Stars | 2 – 4 (1-1; 1-2; 0-1) referto | Buffalo Sabres | Buffalo Memorial Auditorium (16.433 spett.) |

| Bloomington 7 aprile 1977 | Buffalo Sabres | 7 – 1 (3-1; 2-0; 2-0) referto | Minnesota North Stars | Met Center (15.503 spett.) |

### Los Angeles - Atlanta
| Los Angeles 5 aprile 1977 | Atlanta Flames | 2 – 5 (1-3; 1-1; 0-1) referto | Los Angeles Kings | The Forum (14.078 spett.) |

| Atlanta 7 aprile 1977 | Los Angeles Kings | 2 – 3 (1-2; 1-1; 0-0) referto | Atlanta Flames | Omni Coliseum (13.626 spett.) |

| Los Angeles 9 aprile 1977 | Atlanta Flames | 2 – 4 (1-2; 0-1; 1-1) referto | Los Angeles Kings | The Forum (16.005 spett.) |

### Pittsburgh - Toronto
| Pittsburgh 5 aprile 1977 | Toronto Maple Leafs | 4 – 2 (0-1; 2-0; 2-1) referto | Pittsburgh Penguins | Civic Arena (10.033 spett.) |

| Toronto 7 aprile 1977 | Pittsburgh Penguins | 6 – 4 (3-0; 1-2; 2-2) referto | Toronto Maple Leafs | Maple Leaf Gardens (16.485 spett.) |

| Pittsburgh 9 aprile 1977 | Toronto Maple Leafs | 5 – 2 (2-1; 2-1; 1-0) referto | Pittsburgh Penguins | Civic Arena (15.934 spett.) |

## Quarti di finale

### Montreal - St. Louis
| Montréal 11 aprile 1977 | St. Louis Blues | 2 – 7 (1-4; 0-2; 1-1) referto | Montreal Canadiens | Forum de Montréal (15.643 spett.) |

| Montréal 13 aprile 1977 | St. Louis Blues | 0 – 3 (0-2; 0-1; 0-0) referto | Montreal Canadiens | Forum de Montréal (15.469 spett.) |

| St. Louis 16 aprile 1977 | Montreal Canadiens | 5 – 1 (2-0; 0-0; 3-1) referto | St. Louis Blues | St. Louis Arena (15.775 spett.) |

| St. Louis 17 aprile 1977 | Montreal Canadiens | 4 – 1 (1-0; 0-1; 3-0) referto | St. Louis Blues | St. Louis Arena (13.763 spett.) |

### Philadelphia - Toronto
| Filadelfia 11 aprile 1977 | Toronto Maple Leafs | 3 – 2 (3-0; 0-1; 0-1) referto | Philadelphia Flyers | The Spectrum (17.077 spett.) |

| Filadelfia 13 aprile 1977 | Toronto Maple Leafs | 4 – 1 (2-0; 2-1; 0-0) referto | Philadelphia Flyers | The Spectrum (17.077 spett.) |

| Toronto 15 aprile 1977 | Philadelphia Flyers | 4 – 3 (d.t.s.) (0-2; 2-0; 1-1) referto | Toronto Maple Leafs | Maple Leaf Gardens (16.485 spett.) |

| Toronto 17 aprile 1977 | Philadelphia Flyers | 6 – 5 (d.t.s.) (1-0; 1-3; 3-2) referto | Toronto Maple Leafs | Maple Leaf Gardens (16.485 spett.) |

| Filadelfia 19 aprile 1977 | Toronto Maple Leafs | 0 – 2 (0-1; 0-0; 0-1) referto | Philadelphia Flyers | The Spectrum (17.077 spett.) |

| Toronto 21 aprile 1977 | Philadelphia Flyers | 4 – 3 (0-1; 2-1; 2-1) referto | Toronto Maple Leafs | Maple Leaf Gardens (16.485 spett.) |

### Boston - Los Angeles
| Boston 11 aprile 1977 | Los Angeles Kings | 3 – 8 (0-5; 2-1; 1-2) referto | Boston Bruins | Boston Garden (10.948 spett.) |

| Boston 13 aprile 1977 | Los Angeles Kings | 2 – 6 (0-3; 0-2; 2-1) referto | Boston Bruins | Boston Garden (12.878 spett.) |

| Los Angeles 15 aprile 1977 | Boston Bruins | 7 – 6 (1-3; 2-2; 4-1) referto | Los Angeles Kings | The Forum (16.005 spett.) |

| Los Angeles 17 aprile 1977 | Boston Bruins | 4 – 7 (0-2; 1-2; 3-3) referto | Los Angeles Kings | The Forum (16.005 spett.) |

| Boston 19 aprile 1977 | Los Angeles Kings | 3 – 1 (1-0; 0-1; 2-0) referto | Boston Bruins | Boston Garden (11.393 spett.) |

| Los Angeles 21 aprile 1977 | Boston Bruins | 4 – 3 (3-0; 0-0; 1-3) referto | Los Angeles Kings | The Forum (16.005 spett.) |

### NY Islanders - Buffalo
| Uniondale 11 aprile 1977 | Buffalo Sabres | 2 – 4 (0-2; 2-2; 0-0) referto | New York Islanders | Nassau Coliseum (15.317 spett.) |

| Uniondale 13 aprile 1977 | Buffalo Sabres | 2 – 4 (2-0; 0-2; 0-2) referto | New York Islanders | Nassau Coliseum (15.317 spett.) |

| Buffalo 15 aprile 1977 | New York Islanders | 4 – 3 (1-2; 2-0; 1-1) referto | Buffalo Sabres | Buffalo Memorial Auditorium (16.433 spett.) |

| Buffalo 17 aprile 1977 | New York Islanders | 4 – 3 (1-1; 2-1; 1-1) referto | Buffalo Sabres | Buffalo Memorial Auditorium (16.433 spett.) |

## Semifinali

### Montreal - NY Islanders
| Montréal 23 aprile 1977 | New York Islanders | 3 – 4 (2-1; 1-1; 0-2) referto | Montreal Canadiens | Forum de Montréal (16.243 spett.) |

| Montréal 26 aprile 1977 | New York Islanders | 0 – 3 (0-0; 0-0; 0-3) referto | Montreal Canadiens | Forum de Montréal (16.059 spett.) |

| Uniondale 28 aprile 1977 | Montreal Canadiens | 3 – 5 (2-2; 0-1; 1-2) referto | New York Islanders | Nassau Coliseum (15.317 spett.) |

| Uniondale 30 aprile 1977 | Montreal Canadiens | 4 – 0 (3-0; 1-0; 0-0) referto | New York Islanders | Nassau Coliseum (15.317 spett.) |

| Montréal 3 maggio 1977 | New York Islanders | 4 – 3 (d.t.s.) (1-1; 1-1; 1-1) referto | Montreal Canadiens | Forum de Montréal (16.174 spett.) |

| Uniondale 5 maggio 1977 | Montreal Canadiens | 2 – 1 (1-0; 0-0; 1-1) referto | New York Islanders | Nassau Coliseum (15.317 spett.) |

### Philadelphia - Boston
| Filadelfia 24 aprile 1977 | Boston Bruins | 4 – 3 (d.t.s.) (1-0; 2-0; 0-3) referto | Philadelphia Flyers | The Spectrum (17.077 spett.) |

| Filadelfia 26 aprile 1977 | Boston Bruins | 5 – 4 (d.t.s.) (1-1; 3-3; 0-0) referto | Philadelphia Flyers | The Spectrum (17.077 spett.) |

| Boston 28 aprile 1977 | Philadelphia Flyers | 1 – 2 (1-0; 0-1; 0-1) referto | Boston Bruins | Boston Garden (14.597 spett.) |

| Boston 1º maggio 1977 | Philadelphia Flyers | 0 – 3 (0-0; 0-1; 0-2) referto | Boston Bruins | Boston Garden (14.597 spett.) |

## Finale Stanley Cup
La finale della Stanley Cup 1977 è stata una serie al meglio delle sette gare che ha determinato il campione della National Hockey League per la stagione 1976-77. I Montreal Canadiens hanno sconfitto i Boston Bruins in quattro partite e si sono aggiudicati la seconda Stanley Cup consecutiva, la ventesima della loro storia.

## Statistiche

### Classifica marcatori
La seguente lista elenca i migliori marcatori al termine dei playoff.

| Giocatore        | Squadra             | PG | G  | A  | Pt | MP |
| ---------------- | ------------------- | -- | -- | -- | -- | -- |
| Guy Lafleur      | Montreal Canadiens  | 14 | 9  | 17 | 26 | 6  |
| Darryl Sittler   | Toronto Maple Leafs | 9  | 5  | 16 | 21 | 4  |
| Jacques Lemaire  | Montreal Canadiens  | 14 | 7  | 12 | 19 | 6  |
| Steve Shutt      | Montreal Canadiens  | 14 | 8  | 10 | 18 | 2  |
| Lanny McDonald   | Toronto Maple Leafs | 9  | 10 | 7  | 17 | 6  |
| Jean Ratelle     | Boston Bruins       | 14 | 5  | 12 | 17 | 4  |
| Bill Harris      | New York Islanders  | 12 | 7  | 7  | 14 | 8  |
| Marcel Dionne    | Los Angeles Kings   | 9  | 5  | 9  | 14 | 2  |
| Robert Dailey    | Philadelphia Flyers | 10 | 4  | 9  | 13 | 15 |
| Richard Macleish | Philadelphia Flyers | 10 | 4  | 9  | 13 | 2  |

### Classifica portieri
Questa tabella elenca i cinque migliori portieri dei playoff per media di gol subiti con almeno quattro partite disputate.

| Giocatore        | Squadra             | PG | Min | V  | S | GS | SO | MGS  |
| ---------------- | ------------------- | -- | --- | -- | - | -- | -- | ---- |
| Ken Dryden       | Montreal Canadiens  | 14 | 849 | 12 | 2 | 22 | 4  | 1.55 |
| Wayne Stephenson | Philadelphia Flyers | 9  | 532 | 4  | 3 | 23 | 1  | 2.59 |
| Mike Palmateer   | Toronto Maple Leafs | 6  | 360 | 3  | 3 | 16 | 0  | 2.67 |
| Billy Smith      | New York Islanders  | 10 | 580 | 7  | 3 | 27 | 0  | 2.79 |
| Don Edwards      | Buffalo Sabres      | 5  | 300 | 2  | 3 | 15 | 0  | 3.00 |